# Joseph Jastrow
Joseph Jastrow, född 30 januari 1863, död 8 januari 1944, var en polskamerikansk psykolog.
Joseph Jastrow blev filosofie doktor vid Johns Hopkins University 1886, var professor i psykologi vid universitetet i Wisconsin 1888–1927 och lärare vid New School for Social Research i New York 1927–1933. Jastrow sysslade med flera olika specialområden inom psykologin, men hans huvudsakliga insats var inte nyskapande utan kritisk. Jastrow utgav bland annat Effective thinking (1931), The house that Freud built (1932, svensk översättning 1934), Sanity first (1935, svensk översättning 1937) och Wish and wisdom (1935, svensk översättning 1939). En självbiografi av Jastrow publicerades i A history of psychology in autobiography 1 (1930).